# جوزيف ارين بيتش
جوزيف ارين بيتش (بالإنجليزية: Joseph Warren Beach)‏ هو ناقد أدبي وصحفي وشاعر أمريكي، ولد في 14 يناير 1880، وتوفي في 13 أغسطس 1957.